# Dubne
Dubne (lemkisch und ukrainisch Дубне) ist eine Ortschaft mit einem Schulzenamt der Gemeinde Muszyna im Powiat Nowosądecki der Woiwodschaft Kleinpolen in Polen.

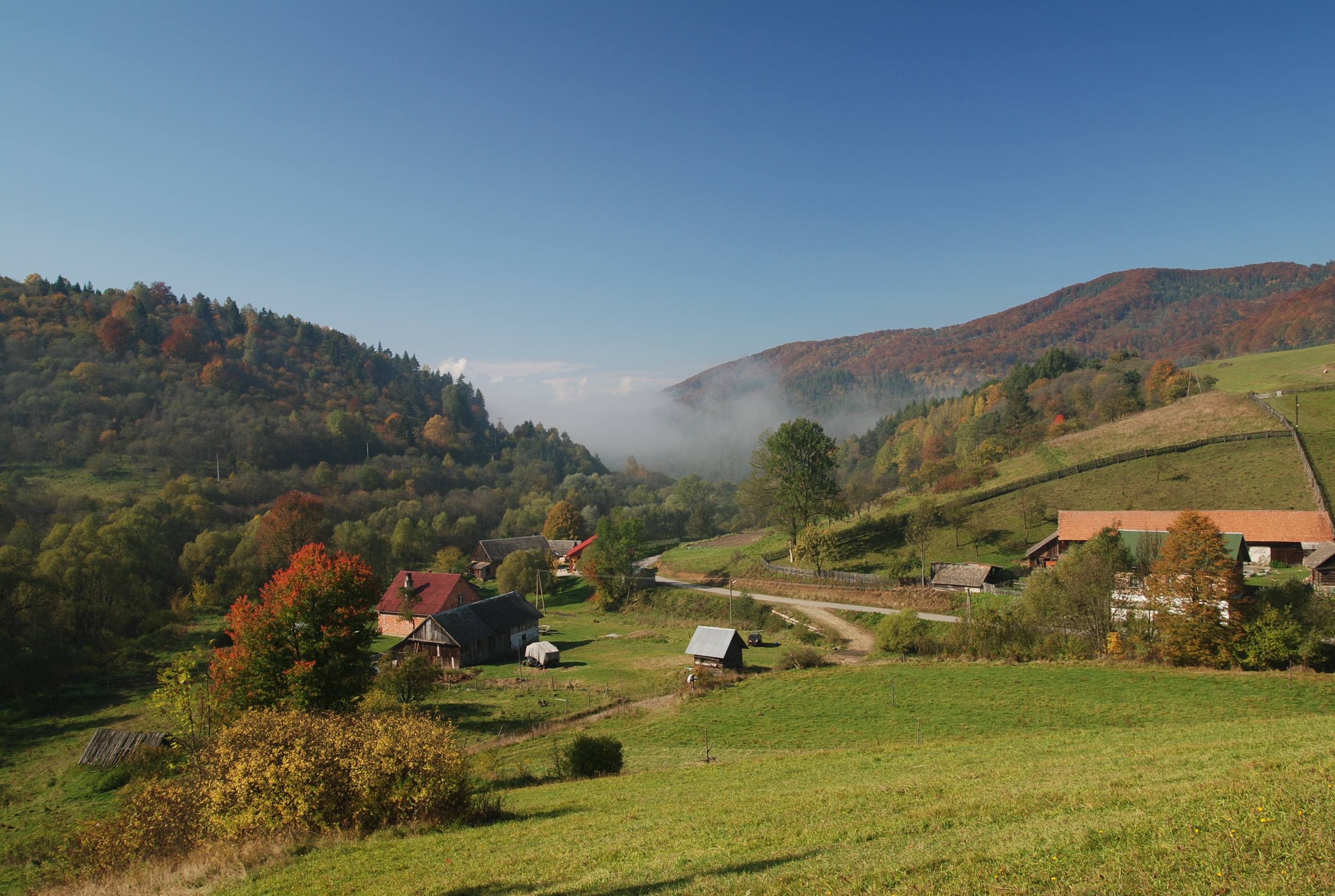
Ortsansicht

## Geographie
Der Ort liegt in den Leluchower Bergen (Góry Leluchowskie), die nach Jerzy Kondracki ein Teil der Sandezer Beskiden sind, am westlichen Rand des sogenannten Lemkenlands. Die Nachbarorte sind Leluchów und die Stadt Muszyna im Westen, Powroźnik und Wojkowa im Norden, sowie die Slowakei im Osten und Süden.

## Geschichte
Wahrscheinlich an diesem Ort befand sich im Jahr 1391 das Dorf Libertas Stasconis (Staszkowa Wola), aber das Dorf Dubne wurde im Jahr 1603 von einem Gründer aus Leluchów nach Walachischem Recht gegründet. Der lemkische Name wurde vom Namen des Bachs Dębny (dąb – Eichen) abgeleitet.
Das Dorf im Land Muszyna, Kreis Sącz der Woiwodschaft Krakau wurde von Lemken bewohnt, die wie die Stammverwandten in Leluchów von anderen örtlichen Ruthenen Wenhrini (wörtlich Magyaren) benannt wurden, weil sie engere Beziehungen mit den Russinen aus Ruská Voľa nad Popradom und Obručné unterhielten.

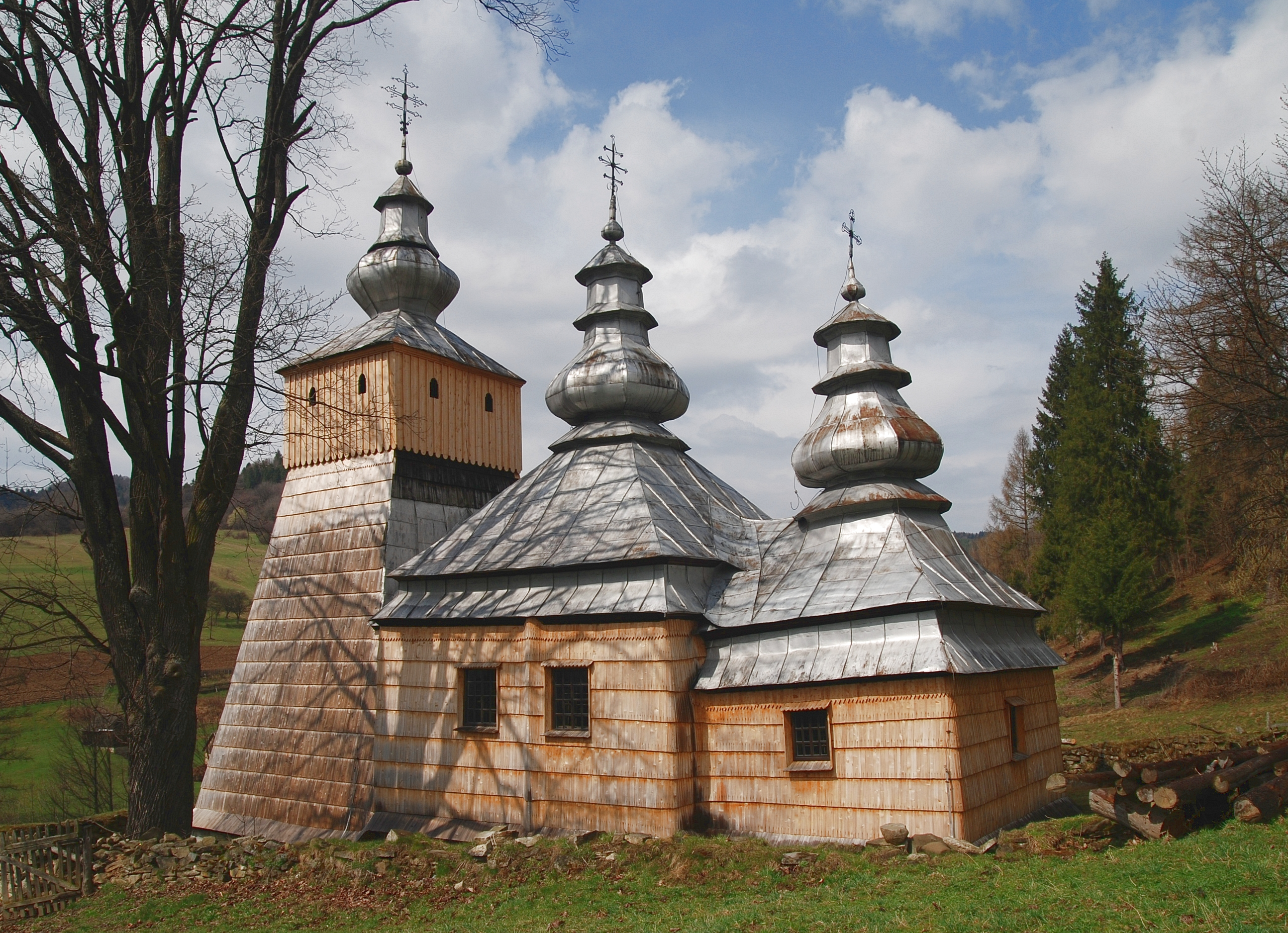
Ehemalige griechisch-katholische Kirche

Bereits vor der Ersten Polnischen Teilungen besetzten die Habsburger das Land Muszyna im Jahr 1770. Zwei Jahre später kam Dubne zum neuen Königreich Galizien und Lodomerien des habsburgischen Kaiserreichs (ab 1804). Im Jahr 1900 hatte die Gemeinde Dubne 595 Hektar Fläche, 67 Häuser mit 326 Einwohnern, davon die Mehrheit ruthenischsprachig (316) und griechisch-katholisch (321), außerdem 3 deutschsprachige und 5 Juden.
1918, nach dem Ende des Ersten Weltkriegs und dem Zusammenbruch der k.u.k. Monarchie, kam Dubne zur Zweiten Polnischen Republik. Im Zweiten Weltkrieg gehörte es zum Distrikt Krakau im Generalgouvernement. 1944 wurden die Lemken in die sowjetische Ukraine umgesiedelt, der Rest wurde in der Aktion Weichsel vertrieben. Die verschlossene polnisch-tschechoslowakische Grenze verhinderte die Neubesiedlung des Dorfs.
Von 1975 bis 1998 gehörte Dubne zur Woiwodschaft Nowy Sącz.